# 柳布利诺公园
柳布利诺公园是一个位于俄罗斯莫斯科东南行政区柳布利诺区的公园，同时也是“库兹珉基区－柳布利诺”娱乐区的一部分。柳布利诺公园建立于19世纪初期，占地面积约为91公顷。柳布利诺公园围绕着楚尔黎亚河的柳布利诺池塘，同时被克拉斯诺登斯卡瓦大街分为两部分。目前全年免费对外开放，有一条地铁线路经过于此公园附近。

## 景点

### 柳布利诺庄园
柳布利诺庄园建立于十八世纪末期至十九世纪初期左右，主要以帕拉第奥式建筑为主，于2007年10月30日被列入“柳布利诺历史遗产”名单。

### 柳布利诺池塘
柳布利诺池塘位于柳布利诺公园的中心。其占地约12公顷，平均深度为2.5米。池塘内有鲤鱼，可进行钓鱼活动。

## 交通
莫斯科地铁 柳布利诺-德米特罗夫线伏尔加站的两个出入口位于柳布利诺公园内。